# Vernești (gmina)
Vernești – gmina w Rumunii, w okręgu Buzău. Obejmuje miejscowości Brădeanca, Cândești, Cârlomănești, Mierea, Nenciu, Nișcov, Săsenii Noi, Săsenii pe Vale, Săsenii Vechi, Vernești i Zorești. W 2011 roku liczyła 8633 mieszkańców.